# لي وليامز (لاعب دوري الرغبي)
لي وليامز (بالإنجليزية: Lee Williams)‏ هو لاعب دوري الرغبي أسترالي، ولد في 19 ديسمبر 1988 في أبردير ‏ في المملكة المتحدة.